# Pomník Františka Škroupa (Osice)
Pomník skladatele české národní hymny Františka Škroupa se nalézá u budovy základní školy v skladatelově rodné obci Osice v okrese Hradec Králové.

## Historie
Pomník Františka Škroupa v Osicích byl odhalen v roce 1964. Tehdy probíhala výtvarná soutěž na pomník na hrob skladatele v Rotterdamu a jedno z nevýherních děl bylo po ukončení soutěže instalováno ve skladatelově rodišti.

## Popis
Pomník představuje bronzová busta skladatele stojící na kruhovém pilíři z leštěné žuly, na kterém je umístěn nápis z bronzových písmen František Jan Škroup a ozdobný motiv lipové větévky. Pilíř stojí na podstavci rovněž z leštěné žuly. Na podstavci vedle pílíře je umístěna stéla z leštěné žuly a s nahoře vyrytým nápisem Skladateli české národní písně Kde domov můj a daty a místy narození a úmrtí dole.
Bronzová busta byla v roce 2006 ukradena a následně obec Osice uhradila zhotovení nové busty.